# 城東城鎮景觀保存地區
35°03′37.9″N 134°00′31.2″E / 35.060528°N 134.008667°E
城東城鎮景觀保存地區（日语：*/?）是位於日本岡山縣津山市的傳統建築物群保存地區，現以商家町的類別，被日本以「津山市城東傳統的建造物群保存地區」之名列為國家重要傳統的建造物群保存地區。此區域面積8.1公頃，共有231棟傳統建築。
現在的津山市市中心區域過去在17世紀至19世紀期間是津山藩的城下町，為整個美作國的政治經濟中心；17世紀初津山城建立之後，津山城四周區域被規劃為武士居住的武家町，南側由於鄰近吉井川，位於往來出雲國的通道上，此通道兩側區域也就逐漸發展為商家町，商家町的範圍也逐漸跨越了位於津山城東側的宮川，位於宮川東側的區域就是現在的「城東景觀保存地區」。
一直到19世紀末江戶時代結束後，此地由於仍是透過高瀨舟將貨物送往下游的集散地，依然維持繁榮發展，在實施町村制後也曾獨自設立為津山東町的町級行政區劃。
在20世紀後雖然失去了商業中心的重要地位，但由於過去的商家町建築仍大量的被保留下來，在2013年被日本政府列為重要傳統的建造物群保存地區。
而過去津山城下町位於宮川西側的商家町，以及鄰近的寺町區域，也在2020年以「津山市城西傳統的建造物群保存地區」的名稱列為重要傳統的建造物群保存地區。

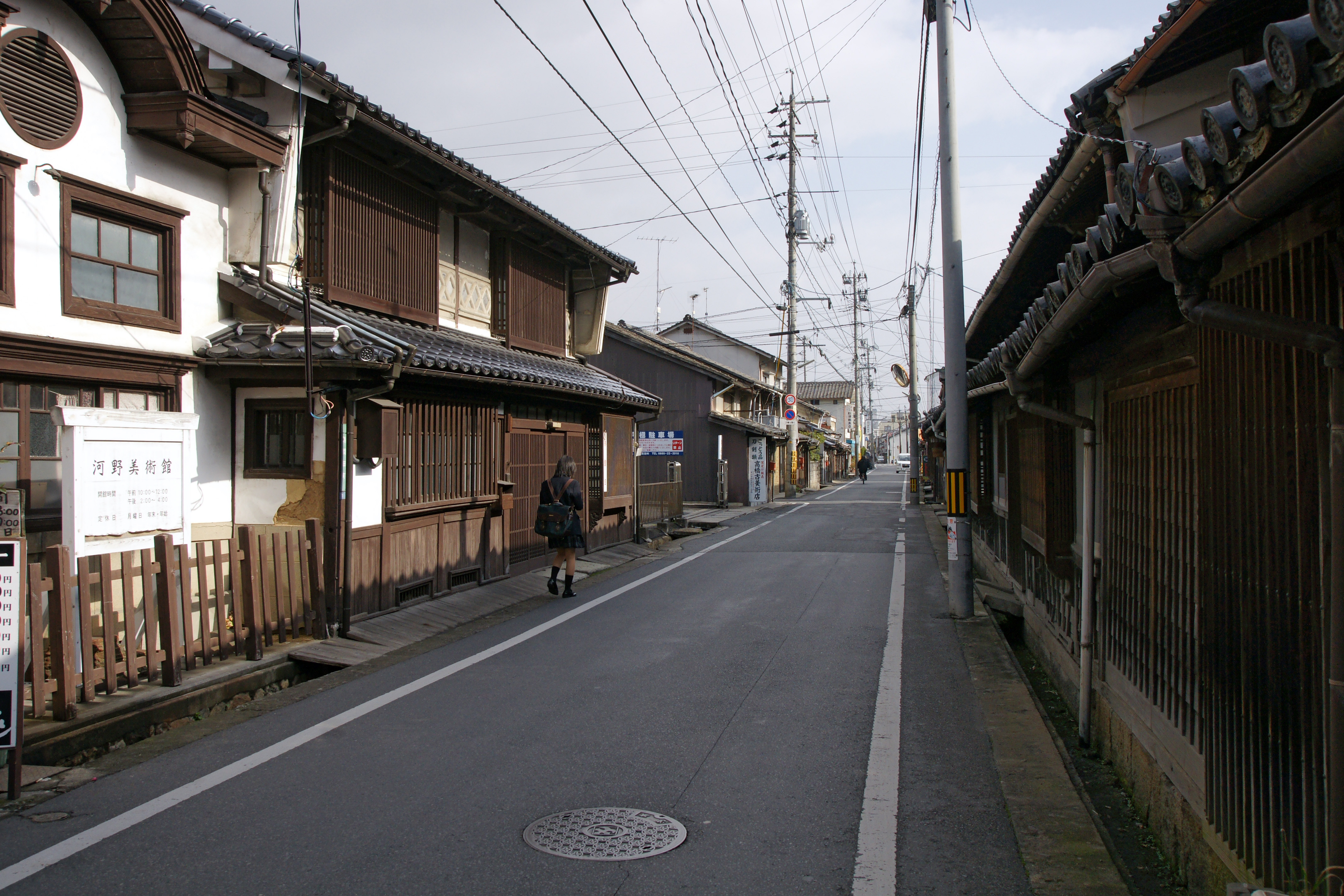
城東城鎮景觀保存地區的街道景觀
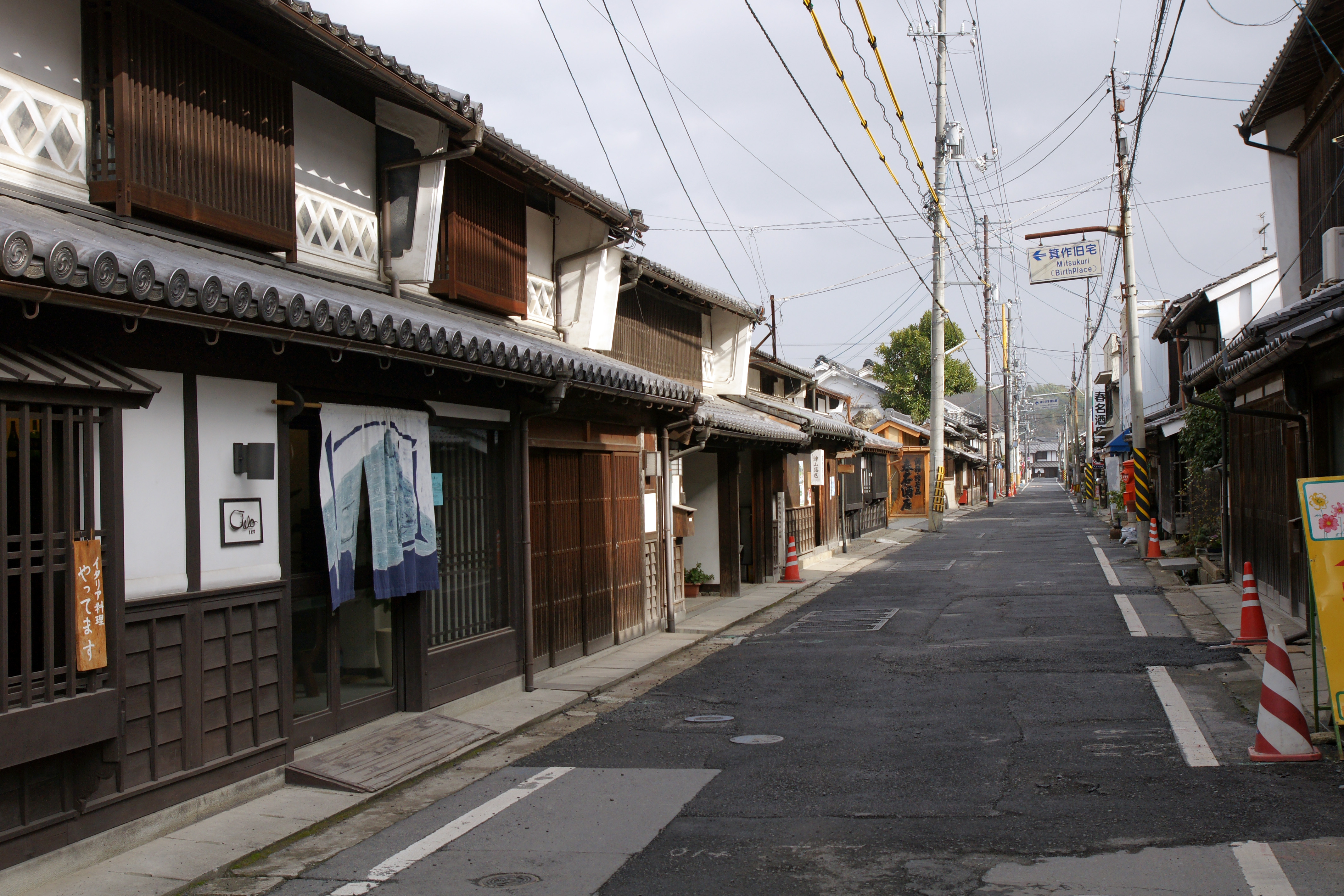
城東城鎮景觀保存地區的街道景觀
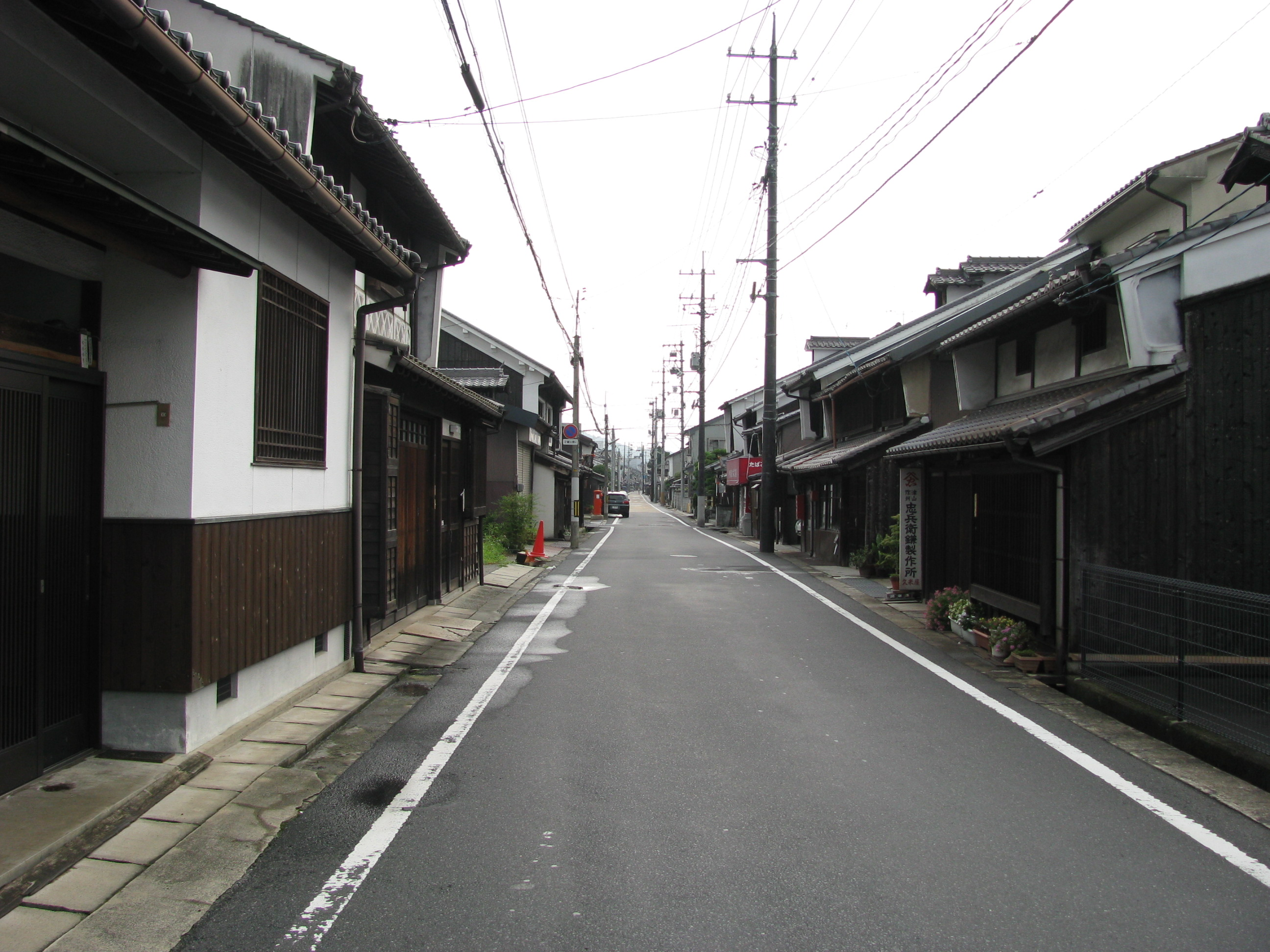
城東城鎮景觀保存地區的街道景觀
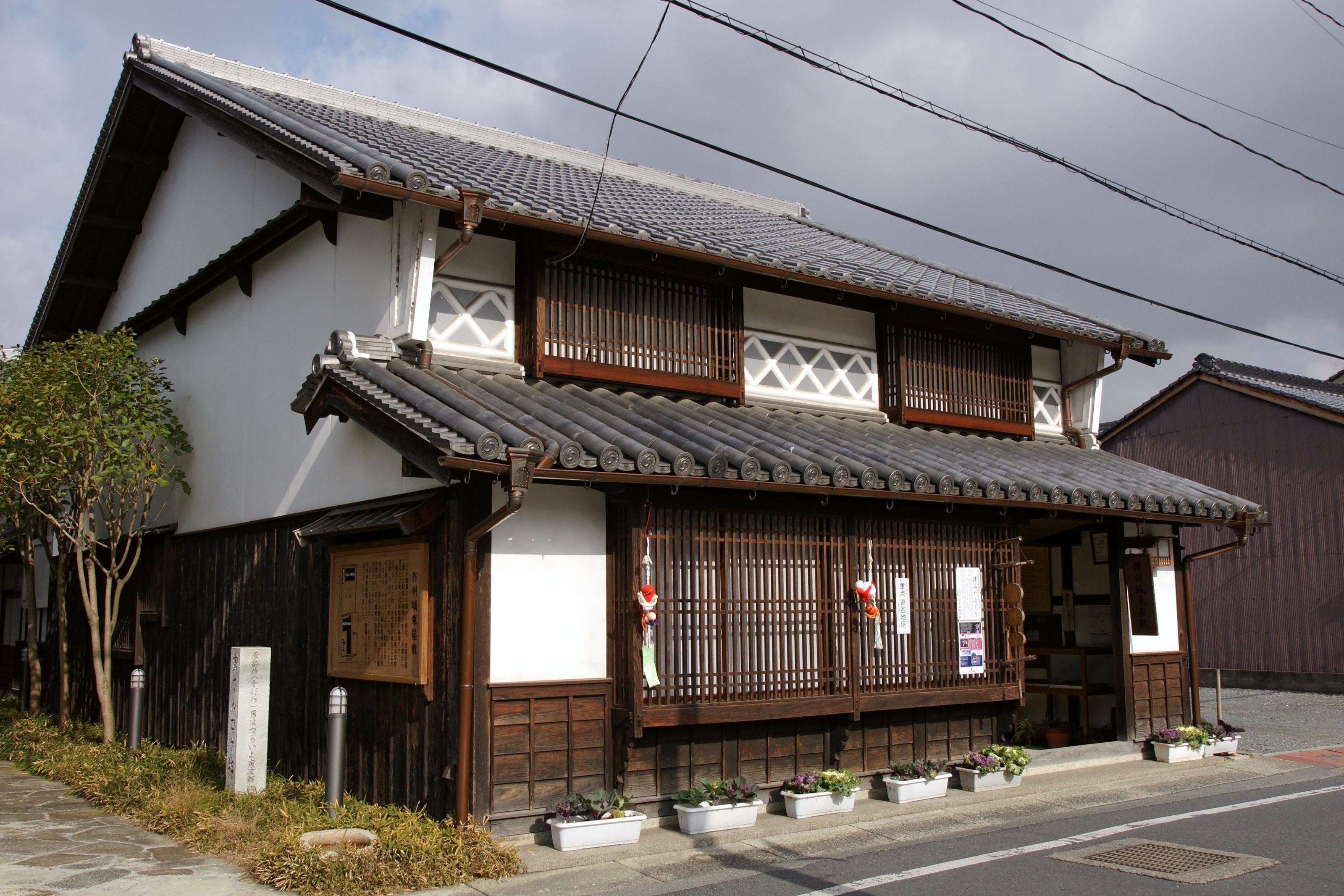
作州城東屋敷
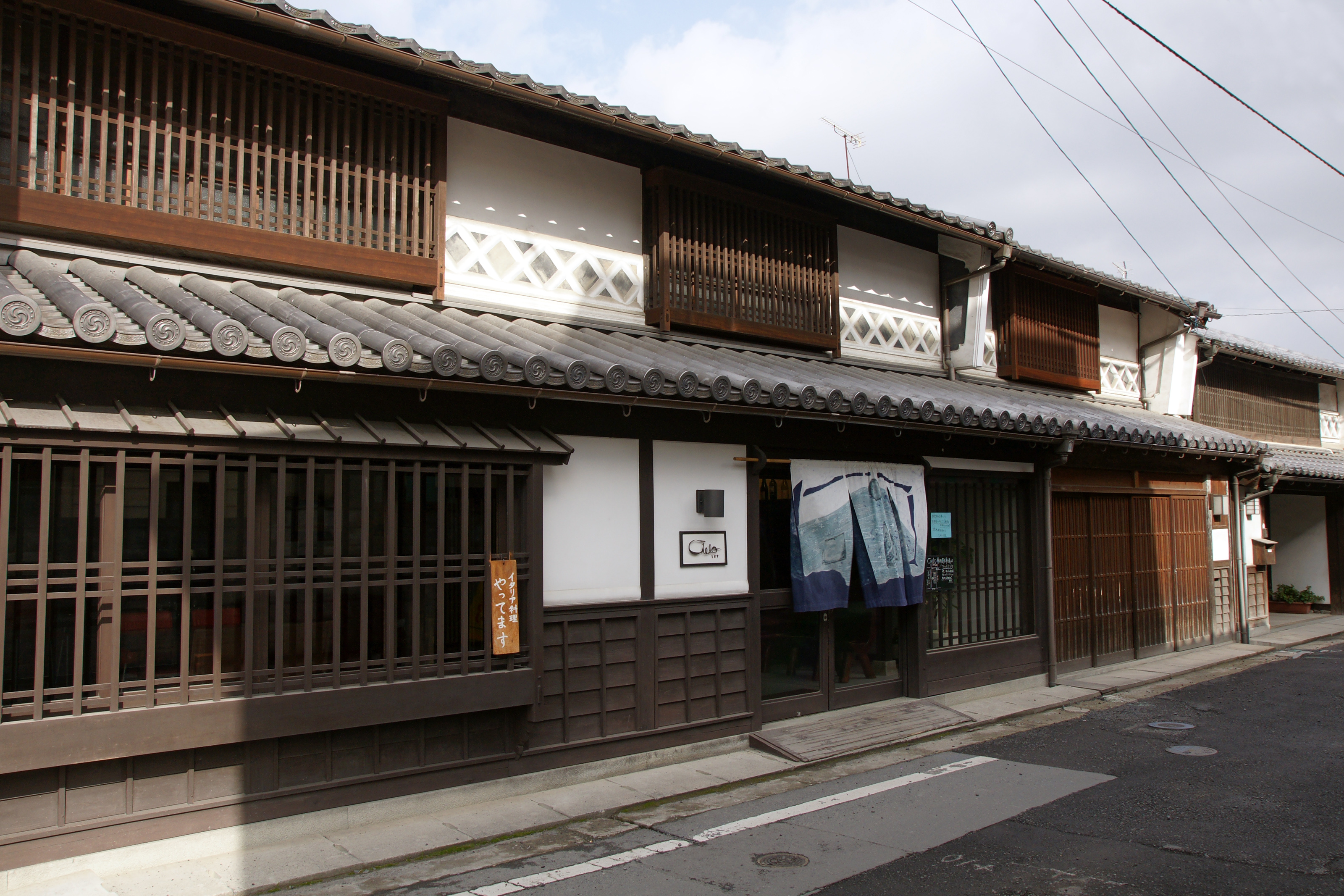
城東城鎮景觀保存地區的建築
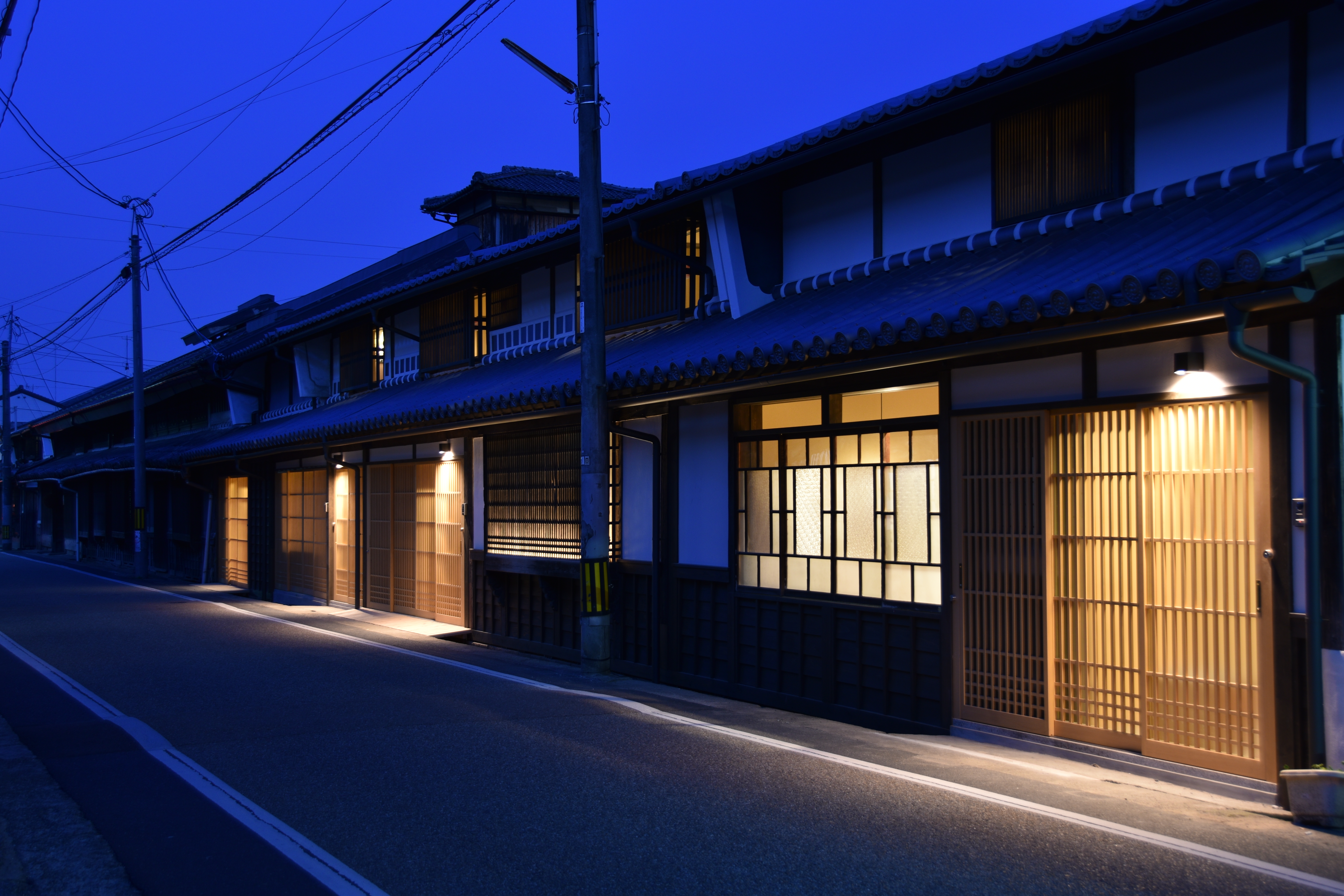
城東景觀保存地區的建築

## 外部連結
- （日語） 津山市城東　重要伝統的建造物群保存地区 （页面存档备份，存于）（津山市政府）
- （日語） 津山市城東 （页面存档备份，存于）（全國傳統的建造物群保存地區協議會）